# Atletismo nos Jogos Mundiais Militares de 2011 - 400 m com barreiras masculino
A disputa dos 400 metros com barreiras masculino nos Jogos Mundiais Militares de 2011 foi realizada nos dias 19 e 20 de julho no Estádio Olímpico João Havelange.

## Medalhistas
| Ouro   | BRA Raphael Fernandes  |
| Prata  | VEN Victor Solarte     |
| Bronze | ITA Leonardo Capotosti |

## Semifinais

### Semifinal 1
| Pos. | Atleta                    | Tempo | Notas |
| ---- | ------------------------- | ----- | ----- |
| 1    | BRA Raphael Fernandes     | 51.05 | Q     |
| 2    | VEN Victor Solarte        | 51.40 | Q     |
| 3    | USA Nathan Garcia         | 51.46 | q     |
| 4    | POL Kursat Caliskan       | 52.04 |       |
| 5    | COL Jhon Sinisterra Motta | 54.71 |       |
| 6    | KUW Fawaz Alshammari      | 57.11 |       |

### Semifinal 2
| Pos. | Atleta               | Tempo | Notas |
| ---- | -------------------- | ----- | ----- |
| 1    | ALG Miloud Rahmani   | 51.17 | Q     |
| 2    | SUI Ritz Andreas     | 52.39 | Q     |
| 3    | CYP Georgios Avraam  | 55.44 |       |
| 4    | QAT Hassan Salmeen   | 55.50 |       |
| —    | MAR Akabbou Hassan   | DNS   |       |
| —    | KSA Bandar Sharahili | DNF   |       |

### Semifinal 3
| Pos. | Atleta                 | Tempo | Notas |
| ---- | ---------------------- | ----- | ----- |
| 1    | ITA Leonardo Capotosti | 51.17 | Q     |
| 2    | SUI Fausto Santini     | 51.62 | Q     |
| 3    | IND Shejil Varghese    | 52.00 | q     |
| 4    | BRA Thiago Sales       | 52.08 |       |
| 5    | QAT Mubarak Al-Nobi    | 52.74 |       |
| 6    | INA Mandar Mandar      | 59.21 |       |

## Final
| Pos.              | Atleta                 | Tempo | Notas |
| ----------------- | ---------------------- | ----- | ----- |
| Medalha de ouro   | BRA Raphael Fernandes  | 50.50 |       |
| Medalha de prata  | VEN Victor Solarte     | 50.60 |       |
| Medalha de bronze | ITA Leonardo Capotosti | 50.86 |       |
| 4                 | ALG Miloud Rahmani     | 50.95 |       |
| 5                 | USA Nathan Garcia      | 51.08 |       |
| 6                 | IND Shejil Varghese    | 52.03 |       |
| 7                 | SUI Fausto Santini     | 52.13 |       |
| —                 | SUI Ritz Andreas       | DNF   |       |

Legenda
| Recorde mundial      | Recorde mundial (World record)               |                       | Recorde africano                      | Recorde africano (African) |                                           | Q | Classificado por posição (Qualified) |
| Recorde militar      | Recorde dos Jogos Mundiais Militares         | Recorde da América    | Recorde da América (Americas)         | q                          | Classificado por melhor tempo (Qualified) |   |                                      |
| Melhor marca do ano  | Melhor marca do ano (World leading)          | Recorde asiático      | Recorde asiático (Asian)              | DNS                        | Não largou (Did not start)                |   |                                      |
| Recorde nacional     | Recorde nacional (National record)           | Recorde europeu       | Recorde europeu (European)            | DNF                        | Não terminou (Did not finish)             |   |                                      |
| Recorde pessoal      | Recorde pessoal do atleta (Personal best)    | Recorde da Oceania    | Recorde da Oceania (Oceania)          | DSQ / DQ                   | Desclassificado (Disqualified)            |   |                                      |
| Recorde da temporada | Recorde da temporada do atleta (Season best) | Recorde sul-americano | Recorde sul-americano (South America) | NM                         | Sem marca (No mark)                       |   |                                      |